# What a Time to Be Alive
What a Time to Be Alive —en español: Que momento para estar vivo— es un mixtape colaborativo realizado por los raperos Drake y Future. Fue lanzado el 20 de septiembre de 2015 vía iTunes Store y Apple Music.
Fue publicado bajo las etiquetas discográficas A1, Cash Money, Epic Records, OVO Sound, Freebandz, Republic y Young Money Entertainment.
Contiene once canciones en las que trabajaron los productores Metro Boomin, Allen Ritter, Boi-1da, Noël, Frank Dukes, Southside y Noah "40" Shebib. El mixtape-álbum debutó como número uno en el Billboard 200.

## Lista de canciones
| N.º | Título                                 |
| --- | -------------------------------------- |
| 1.  | "Digital Dash"                         |
| 2.  | "Big Rings"                            |
| 3.  | "Live from the Gutter"                 |
| 4.  | "Diamonds Dancing"                     |
| 5.  | "Scholarships"                         |
| 6.  | "Plastic Bag"                          |
| 7.  | "I'm the Plug"                         |
| 8.  | "Change Locations"                     |
| 9.  | "Jumpman"                              |
| 10. | "Jersey" (solo por Future)             |
| 11. | "30 for 30 Freestyle" (solo por Drake) |